# Eutrixa exilis
Eutrixa exilis là một loài ruồi trong họ Tachinidae.